# Los emigrantes
Los emigrantes (Utvandrarna) es una película sueca de 1971 dirigida por Jan Troell. 
El filme narra la historia de un grupo de personas que viven en Suecia durante el Siglo XIX y las difíciles circunstancias que atraviesan en la cual, deciden emigrar a los Estados Unidos. Estuvo protagonizado por Max von Sydow, Liv Ullmann y Eddie Axberg en los papeles principales.
La película es una adaptación de Bengt Forslund y Jan Troell de la novela de Utvandrarna de Vilhelm Moberg.
Después de su lanzamiento, fue aclamada por la crítica internacional y fue galardonada con el Globo de Oro a la mejor Mejor película en lengua no inglesa y obtuvo una nominación al Óscar como Mejor película extranjera, pero en 1972 volvería ser nominada al Óscar en otras cuatro categorías: Mejor guion adaptado, Mejor actriz, Mejor director y Mejor película convirtiéndola en la tercera película de habla no inglesa (y la primera película sueca) en conseguir una nominación al Óscar en la categoría principal. Tuvo una continuidad en La Nueva Tierra (1972), también adaptación de la novela de Moberg.
En 1974 se estrenó la serie estadounidenses "The New Land", protagonizada por Scott Thomas, Bonnie Bedelia y Kurt Russell. Está basada tanto en la novela como en la película de Troell.

## Sinopsis
En 1844 en la provincia sueca de Småland , la familia Nilsson vive en la parroquia de Ljuder, en una pequeña granja en el bosque de Korpamoen. El hijo mayor, Karl Oskar, hereda la granja de su padre Nils, después de conocer a una joven llamada Kristina Johansdotter, que se convierte en su novia. Ella se muda a Korpamoen para vivir con él y sus padres. En los años siguientes, Karl Oskar y Kristina forman una familia, comenzando con una hija, Anna, seguida de Johan, Marta y Harald. La familia lucha con el mal clima, las cosechas y el hambre. El rebelde hermano menor de Karl Oskar, Robert, primero se le ocurre la idea de emigrar a Estados Unidos, cansado de ser tratado mal como un granjero. Primero le pide a su amigo Arvid, otro granjero de Nybacken, que lo acompañe. Arvid está de acuerdo con entusiasmo, pero las esperanzas de ambos se desvanecen cuando se dan cuenta de que no tienen el dinero necesario para su paso. Robert se enfrenta a Karl Oskar acerca de vender su parte de la granja para poder pagar el pasaje, solo para descubrir que el propio Karl Oskar había estado considerando la idea de trasladar a su familia a los Estados Unidos. A pesar de las ofertas de una vida mejor, Kristina rechaza rotundamente la noción, no quiere abandonar su tierra natal y teme arriesgar la vida de sus cuatro hijos pequeños en el océano.
Sin embargo, la familia pierde a Anna después de que come demasiado grano no fermentado. Devastada por esta pérdida, Kristina acepta el plan de Karl Oskar de emigrar a los Estados Unidos, y comienzan a hacer los preparativos para el viaje. Mientras tanto, el tío de Kristina, Danjel Andreasson, entra en conflicto con el clero parroquial por predicar en su casa las enseñanzas de la secta a la que pertenece. Esto lleva a que él, su esposa Inga Lena y sus cuatro hijos pequeños sean exiliados de Suecia. Después de esto, Danjel llega a Korpamoen para unirse a la fiesta de emigración. Danjel también planea traer a dos de sus seguidores a Estados Unidos, Ulrika de Vastergohl, una ex prostituta, y su hija de dieciséis años, Elin. Robert convence a Danjel para que contrate a Arvid y pague su tarifa a América. No mucho después, un amigo y vecino de Karl Oskar, Ulas Petterson, También expresa su interés en ir con ellos a Norteamérica como un escape de su infeliz matrimonio. La noche antes de su partida, Kristina le revela a Karl Oskar que está esperando otro hijo. La caravana viaja al sur desde Korpamoen hasta la ciudad portuaria de Karlshamn, donde abordan el bergantín de madera Charlotta , que se dirige a la ciudad de Nueva York.

## Reparto
- Max von Sydow como Karl Oskar Nilsson.
- Liv Ullmann como Kristina Nilsson.
- Eddie Axberg como Robert Nilsson.
- Pierre Lindstedt como Arvid.
- Allan Edwall como Danjel Andreasson, tío de Kristina.
- Monica Zetterlund como Ulrika.
- Hans Alfredson como Jonas Petter.
- Aina Alfredsson como Märta.
- Sven-Olof Bern como Nils.
- Gustaf Färingborg como Brusander.
- Åke Fridell como Aron.
- Bruno Sörwing como Sherriff Lönnegren.
- Arnold Alfredsson como Verger.
- Ulla Smidje como Inga-Lena Andreasson, esposa de Danjel.
- Eva-Lena Zetterlund como Elin, hija de Ulrika.
- Bror Englund como Måns Jakob.
- Agneta Prytz como Fina Kajsa.
- Halvar Björk como Anders Månsson.
- Tom Fouts as Pastor Jackson.

## Lanzamiento
La película se estrenó en los cines de Suecia el 8 de marzo de 1971. Se estrenó en la ciudad de Nueva York el 24 de septiembre de 1972, distribuida por Warner Bros. La versión estadounidense se redujo de 190 a 150 minutos.
En los Estados Unidos, la película no se lanzó en video casero hasta febrero de 2016, cuando The Criterion Collection la lanzó en Blu-ray junto con La nueva tierra. Las películas fueron solicitadas con frecuencia por el público. Los emigrantes apareció en el Festival de Cine de Gotemburgo 2016 .

## Recepción

### Crítica
La película recibió críticas en su mayoría positivas. Roger Ebert le dio cuatro estrellas, elogiándolo como una "obra maestra", "infinitamente absorbente y conmovedora", y probablemente más precisa que las historias tradicionales sobre inmigración a los Estados Unidos.

### Premios y nominaciones
| Premios                            | Fecha de ceremonia      | Categoría                           | Nominado/a                  | Resultado | Ref(s) |
| ---------------------------------- | ----------------------- | ----------------------------------- | --------------------------- | --------- | ------ |
| Premios Oscar                      | 10 de abril de 1972     | Mejor película extranjera           | Jan Troell                  | Nominado  | [ 4 ]  |
| Premios Oscar                      | 27 de marzo de 1973     | Mejor película                      | Bengt Forslund              | Nominado  | [ 5 ]  |
| Premios Oscar                      | 27 de marzo de 1973     | Mejor director                      | Jan Troell                  | Nominado  | [ 5 ]  |
| Premios Oscar                      | 27 de marzo de 1973     | Mejor actriz                        | Liv Ullmann                 | Nominada  | [ 5 ]  |
| Premios Oscar                      | 27 de marzo de 1973     | Mejor guion adaptado                | Jan Troell y Bengt Forslund | Nominados | [ 5 ]  |
| Premios Globo de Oro               | 28 de enero de 1973     | Mejor película en lengua no inglesa | Los emigrantes              | Ganadora  | [ 6 ]  |
| Premios Globo de Oro               | 28 de enero de 1973     | Mejor actriz - Drama                | Liv Ullmann                 | Ganadora  | [ 6 ]  |
| Guldbagge                          | -                       | Mejor Película                      | Utvandrarna                 | Ganadora  | [ 7 ]  |
| Guldbagge                          | 23 de octubre de 1972   | Mejor Actor                         | Eddie Axberg                | Ganador   | [ 7 ]  |
| National Board of Review           | 14 de diciembre de 1972 | Top películas extranjeras           | Los emigrantes              | Ganadora  | [ 8 ]  |
| New York Film Critics Circle Award | 3 de enero de 1973      | Mejor Actriz                        | Liv Ullmann                 | Ganadora  | [ 9 ]  |